# Phytolacca dodecandra
Phytolacca dodecandra är en kermesbärsväxtart som beskrevs av L'hér. Phytolacca dodecandra ingår i släktet kermesbärsläktet, och familjen kermesbärsväxter. Inga underarter finns listade i Catalogue of Life.